# Sean McMullen

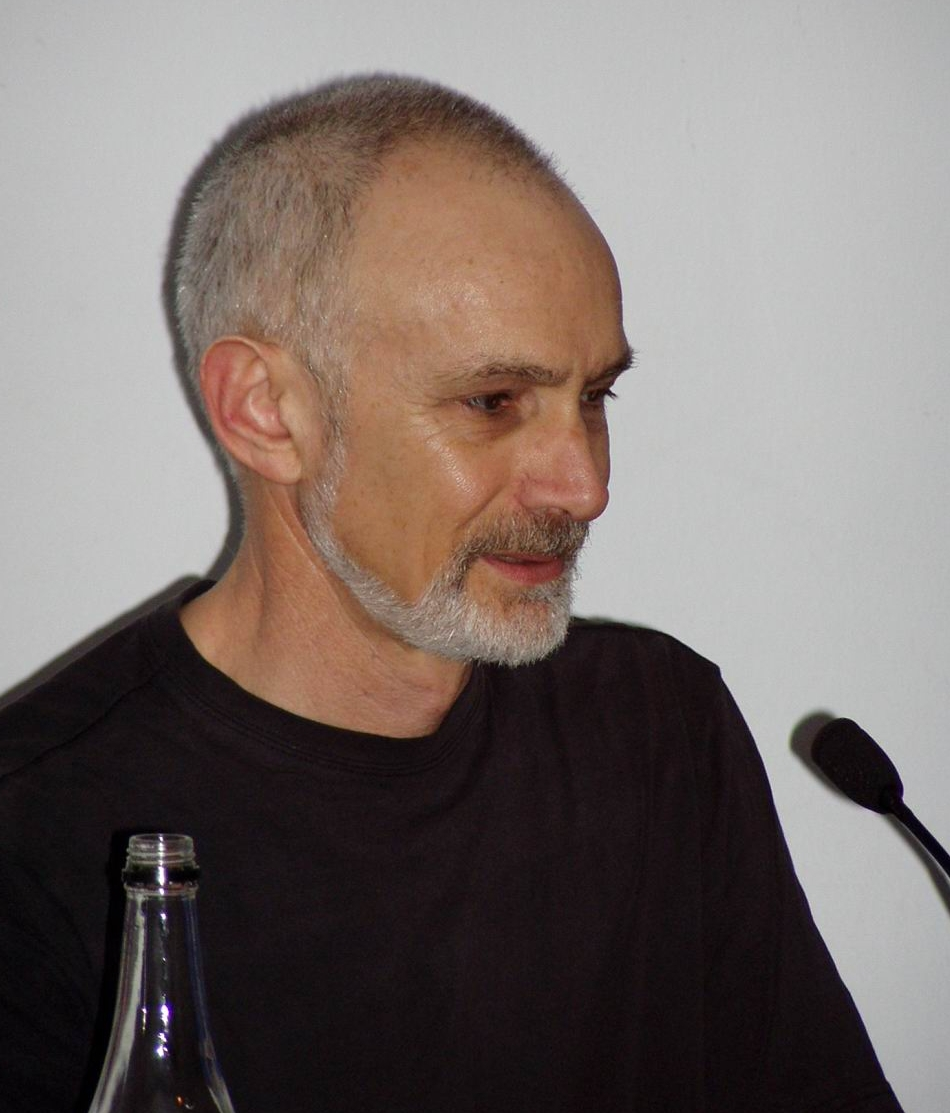
Sean McMullen (2005)

Sean McMullen (* 21. Dezember 1948 in Sale, Victoria) ist ein australischer Science-Fiction-Autor.

## Leben
McMullen gehört zu den bekanntesten derzeit aktiven Science-Fiction- und Fantasy-Autoren Australiens. Er veröffentlichte mehr als 17 Bücher und zahlreiche Kurzgeschichten. Auf Deutsch wurden bisher allerdings lediglich Seelen in der großen Maschine, der erste Teil seiner Greatwinter-Trilogie, sowie seine Mondwelten-Sequenz übersetzt.
McMullen wurde mehrfach für den australischen Aurealis Award für Science-Fiction nominiert. Er gewann in den Jahren 1999, 2001 und 2003.

## Romane

### Greatwinter
1. Seelen in der großen Maschine. Klett-Cotta, Stuttgart 2006, ISBN 978-3-608-93779-4.

### Mondwelten
1. Die Fahrt der Shadowmoon. Heyne, München 2006, ISBN 978-3-453-52066-0.
2. Die Schlacht der Shadowmoon. Heyne, München 2007, ISBN 978-3-453-52318-0.
3. Die Rache der Shadowmoon. Heyne, München 2007, ISBN 978-3-453-52275-6.
4. Die Fluch der Shadowmoon. Heyne, München 2007, ISBN 978-3-453-52241-1.
5. Die Legende der Shadowmoon. Heyne, München 2007, ISBN 978-3-453-52380-7.
6. Der Geist der Shadowmoon. Heyne, München 2008, ISBN 978-3-453-52379-1.